# Oddworld: Soulstorm
Oddworld: Soulstorm è un videogioco del 2021 sviluppato e pubblicato da Oddworld Inhabitants. appartenente alla saga di Oddworld. Il gioco è una rivisitazione di Oddworld: Abe's Exoddus, con uno sviluppo della storia differente e costituisce il sequel di Oddworld: New 'n' Tasty!. È stato pubblicato per PlayStation 4, PlayStation 5, Microsoft Windows, Xbox Series X/S e Xbox One.

## Trama
Dopo il disastro dei mattatoi, Molluck viene ritrovato in fin di vita e cercando di presidiare fra i glukkon del cartello Magog, allerterà tutti riguardo alla pericolosità della rivoluzione dei mudokon e di Abe, entrambe cause della chiusura della fabbrica. Tuttavia non verrà creduto dagli altri glukkon, poiché penseranno che quella sua è una strategia per ricavare i soldi dall'assicurazione dei danni e di trarne profitto. Sarà grazie a questo che Abe e i suoi 300 mudokon riusciranno a farsi strada nella loro impresa: distruggere il cartello Magog e scoprire il segreto della bibita Soulstorm.

## Caratteristiche
Il gioco avrà a disposizione nuove meccaniche non presenti negli originali giochi classici della saga, quali un sistema di inventario e di crafting. Inoltre, il design generale di tutti i personaggi e ambientazioni è stato cambiato e modernizzato in chiave realistica.
La scala gerarchica è stata divulgata, piazzando i Glukkon solo a metà di quest’ultima, contrariamente a com'era mostrato nei precedenti capitoli che si intuiva fossero all'apice della società di Oddworld. Il tono del gioco sarà molto più serio e cupo, differenziandolo dai precedenti capitoli che erano caratterizzati da un leggero look cartoonesco, rendendo la storia quindi molto più drammatica e approfondita rispetto al capitolo da cui prende spunto.. Non mancheranno tuttavia i momenti black humor, da sempre il tratto distintivo della saga.

## Sviluppo

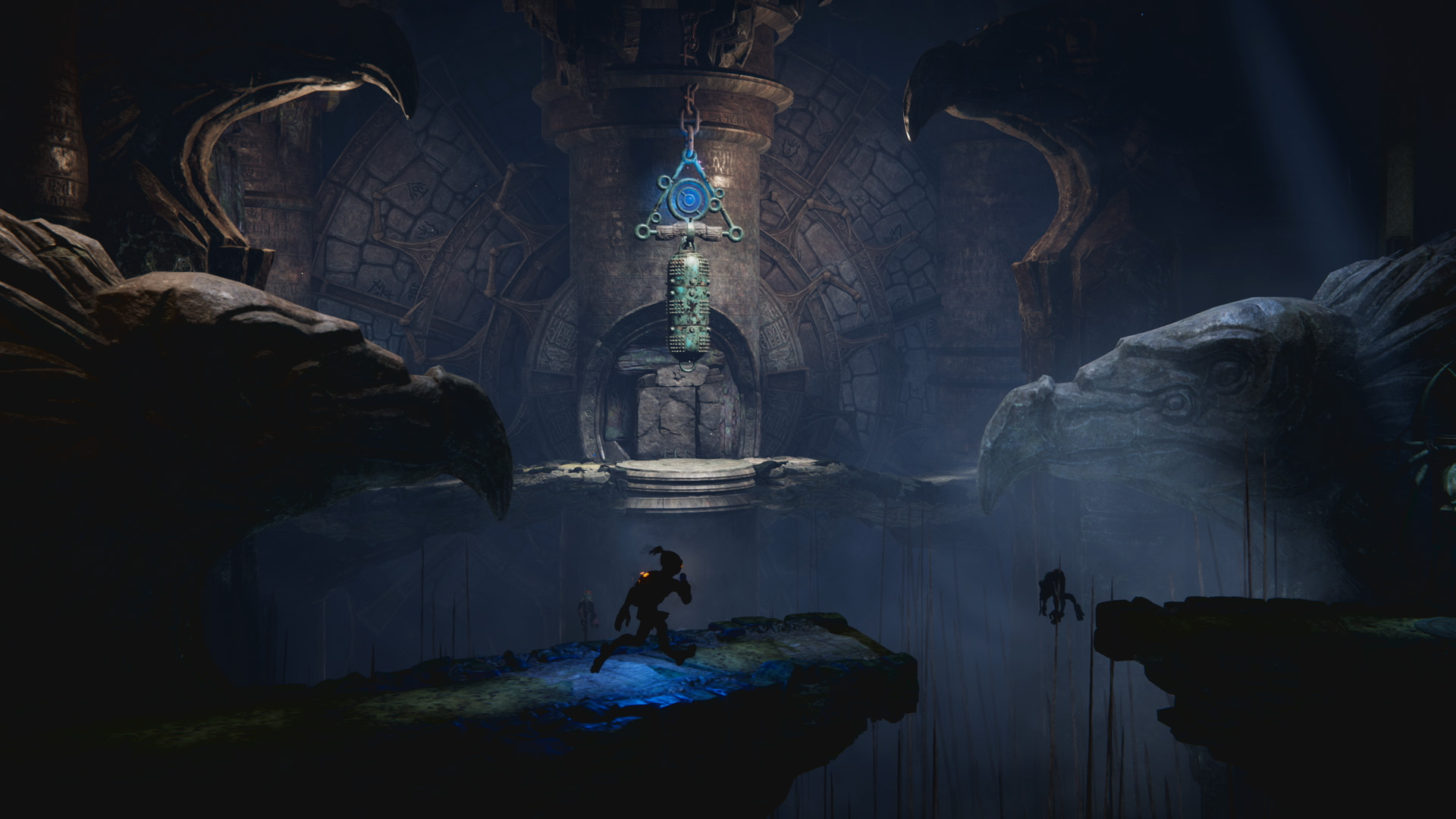
Uno screenshot del gameplay.

Il 14 marzo 2016, durante la GDC 2016, Lorne Lanning, co-fondatore di Oddworld Inhabitants, annunciò che un nuovo videogioco, dal titolo Oddworld: Soulstorm, era in lavorazione e sarebbe uscito nella seconda metà del 2017. Il 7 settembre successivo, Oddworld Inhabitants annunciò che era in possesso dell'hardware di sviluppo per la PlayStation 4 Pro, annunciato da Sony lo stesso giorno. L'hardware più potente completa gli obiettivi di design per Soulstorm consentendo maggiore fedeltà visiva, illuminazione e rendering basato sulla fisica.
Nel gennaio del 2017, sul sito ufficiale del gioco, sono state diffuse alcune immagini criptate del gioco, sbloccabili tramite degli indizi diffusi sulla pagina Twitter ufficiale dello studio. Il 27 aprile 2017, Lorne Lanning, durante un'intervista, dichiarò che l'uscita del gioco sarebbe stata rimandata al 2018. Nel giugno dello stesso anno, sempre sul profilo Twitter di Oddworld Inhabitants, è stato annunciato che il gioco non sarebbe stato mostrato pubblicamente all'E3 2017 ma, in compenso, è staa diffusa un'altra immagine del gioco. Il 22 settembre 2017, Lanning è stato invitato all'EGX 2017, e ha parlato di aspetti del gioco mai diffusi prima (come il gameplay, parte della storia, parte dei personaggi e delle ambientazioni presenti).
Nel maggio del 2018, sul sito ufficiale del gioco, è apparso un messaggio in cui si diceva che l'uscita del gioco era ulteriormente rimandata al 2019. Proprio in quest'ultimo anno, però, viene mostrato il primo filmato preso direttamente dal gioco. Alla fine del video appare una scritta che conferma che l'uscita del gioco viene rimandata di un altro anno. Il 13 maggio 2019 vengono pubblicati i primi screenshot e un teaser trailer dove viene mostrato il gameplay. L’11 giugno 2020, durante l’evento globale per il reveal di PlayStation 5, viene pubblicato il trailer d’annuncio dove vengono mostrate nuove cutscene e sezioni di gioco, aggiungendo che il titolo sarà un'esclusiva temporanea per PS4 e PS5. Il 16 settembre 2020 viene pubblicato a sorpresa un nuovo trailer intitolato "Molluck Returns". In questo, si possono notare nuove cutscene (dove è presente anche Molluck il glukkon, antagonista principale del precedente capitolo), altre sezioni di gioco e nuovi scenari. Durante il The Game Awards 2020 viene pubblicato un nuovo trailer che rileva il periodo di pubblicazione previsto per la primavera 2021, rimandando il gioco un'ulteriore volta. Sempre lo stesso giorno, Lorne Lanning annuncia sui social che lo sviluppo del gioco è verso la fase finale, dal momento che si stanno occupando di bug fixing e di miglioramento della qualità generale.